# Carlos Checa

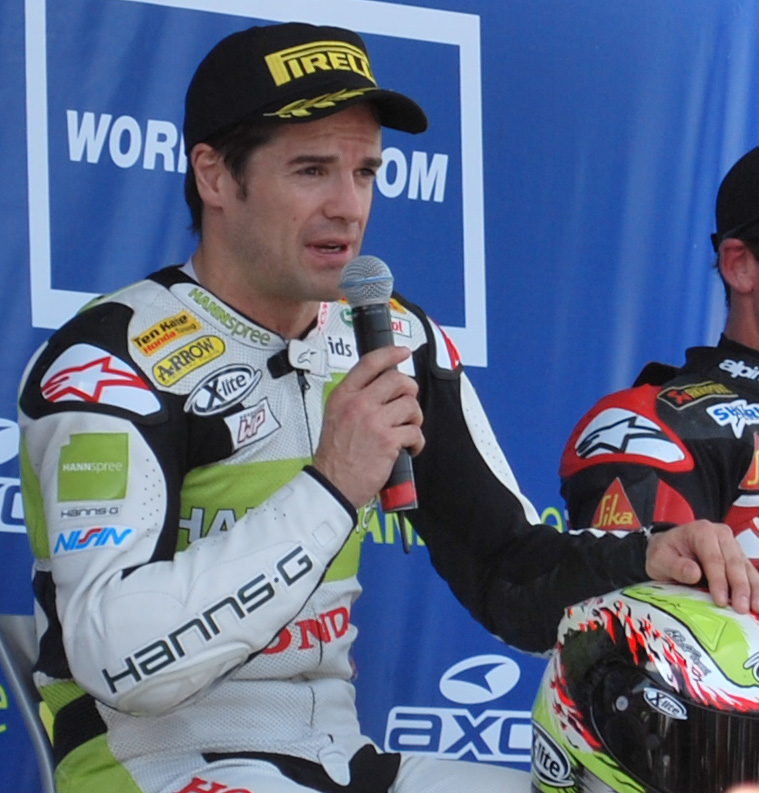
Carlos Checa

Carlos Checa (Barcelona, 15 oktober 1972) is een Spaans motorcoureur en wereldkampioen Superbike in 2011.

## Loopbaan
Checa debuteerde in het wereldkampioenschap wegrace in het seizoen 1993 op Honda en reed daarmee in de klassen 125- en 250 cc. In het seizoen 1995 stapte hij als vervanger voor de geblesseerde Alberto Puig over naar de 500 cc-klasse. In 1996 won hij zijn eerste race in de Grand Prix van Catalonië. In 1998 behaalde hij met de vierde plaats in het algemeen klassement zijn beste resultaat, en won hij zijn tweede race in Madrid. In 1999 wisselde Checa naar Yamaha en werd teamgenoot van Max Biaggi. In 2004 reed hij nog een jaar samen met Valentino Rossi om in 2005 de overstap naar Ducati te maken. In het seizoen 2006 streed hij samen met James Ellison voor het team Yamaha Tech 3 in de MotoGP-klasse. In 2007 keerde hij terug over op een Honda en kwam uit voor Team LCR, het team van Lucio Cecchinello.
Voor het seizoen 2008 stapte Checa over naar het Superbike wereldkampioenschap, waar hij de naar de MotoGP overgestapte coureur James Toseland bij het Ten Kate Racing team opvolgde. In hetzelfde jaar won hij ook de 8 uren van Suzuka samen met Ryuichi Kiyonari op een Honda CBR 1000RR.
Zijn grootste succes behaalde Checa op bijna 39-jarige leeftijd, toen hij in het seizoen 2011 de titel in het WK superbike binnenhaalde. Hij is daarmee de eerste Spanjaard die deze titel veroverde.
David Checa, de broer van Carlos, is eveneens motorcoureur en heeft in de MotoGP en het WK superbike gereden.